# Antônio Clemente Ribeiro Bittencourt
Antônio Clemente Ribeiro Bittencourt (Manaus, 23 de novembro de 1853 — Manaus, 3 de março de 1926) foi um político brasileiro e maçon.
Foi um dos signatários da primeira constituição do estado do Amazonas, prefeito de Manaus em 1891, e governador do estado do Amazonas, de 23 de julho de 1908 a 1 de janeiro de 1913.
Em 7 de outubro de 1910 foi deposto num golpe dado por seu vice, Sá Peixoto, que resultou no bombardeio de Manaus. Reassumiu o cargo vinte dias depois por um habeas corpus do Supremo Tribunal Federal e a ajuda de dois batalhões do exército, comandados pelo general Pedro Paulo da Fonseca Galvão, enviados pelo presidente da república Nilo Peçanha..